# やってみようなんでも実験
『やってみよう なんでも実験』（やってみよう なんでもじっけん）は、1995年4月8日から2001年3月30日までNHK教育テレビで放送されていた小学生向けの科学教育番組である。

## 放送時間
いずれも日本標準時、別の時間帯での再放送あり。
- 土曜日 10:30 - 11:00 （1995年4月8日） - 初回のみこの時間帯に本放送。これ以後は再放送枠となる。
- 月曜日 18:50 - 19:20 （1995年4月10日 - 1999年3月15日）
- 月曜日 19:35 - 20:05 （1999年3月29日）
- 日曜日 18:45 - 19:10 （1999年4月11日 - 2000年3月19日） - 移動とともに放送枠が5分縮小。
- 金曜日 18:50 - 19:15 （2000年4月7日 - 2001年3月30日）

## 出演者

### 司会
- 松田京子（1995年度 - 1998年度）
- 宮内亜弥子（1999年度 - 2000年度）
- 山崎功（1999年度 - 2000年度）

### 解説
- 石川英輔（1995年度 - 1998年度）
- 米村でんじろう（1999年度 - 2000年度）

### リポーター
- 岩田まこ都（1995年度 - 1998年度）
- 佐々木仁子（1995年度 - 1998年度）
- 桜井裕子（1996年度）
- 石橋千恵（1997年度）
- 関根敏江（1997年度）
- 宮内亜弥子（1997年度 - 1998年度）
- 中嶋美年子（1998年度 - 2000年度）